# Чёрное озеро (Нижегородская область)
Чёрное о́зеро — естественный водоём карстового происхождения в Ардатовском районе Нижегородской области России. Расположено в северо-западной части рабочего посёлка Мухтолово.

## Географическое описание
Большое озеро находится на водоразделе рек Серёжа и Тёша. Озеро бессточное и не имеет постоянных притоков — питается преимущественно сезонными ручьями, ливневой и талой водой. Максимальная длина озера составляет 110 метров, максимальная ширина — 96 метров, площадь — 0,6 гектаров, глубина достигает 14,6 метров.

## История
Озеро образовалось в результате крупного карстового провала, произошедшего в 1900-х годах на месте соснового леса. 

## Природа
Дно озера песчаное, покрытое опадом из листвы и хвои. В воде озера обитают моллюски семейства sphaeriidae, а также рыба головешка-ротан.